# ブロードウェイと銃弾 (ミュージカル)
ブロードウェイと銃弾（ブロードウェイとじゅうだん、原題: Bullets Over Broadway the Musical ）は、ウディ・アレンとダグラス・マクグラスによる映画『ブロードウェイと銃弾』を基にしたミュージカルである。アレンによる脚本である。若い脚本家がギャングからの借金で初めてブロードウェイで作品を上演することから始まる物語である。音楽は第二次世界大戦の頃から1930年頃までの様々な作曲家によるジャズのスタンダード・ナンバーやトラディショナル・ポップ・ミュージックを使用している。2014年にブロードウェイのセント・ジェイムズ・シアターで開幕し、100回以上公演して2014年8月24日に閉幕した。

## プロダクション
ブロードウェイのセント・ジェームズ・シアターにて2014年3月11日にプレビュー公演が開幕し、4月10日に正式に開幕した。スーザン・ストローマンが演出と振付を担当し、ヘレン・シンクレア役にマリン・メイジー、デイヴィッド・シェーン役にザック・ブラフ、チーチ役にニック・コーデロ、イーデン・ブレント役にカレン・ジンバ、ニック・ヴァレンティ役にヴィンセント・パストーレ、ワーナー・パーセル役にブルックス・アシュマンスカが配役された。サント・ロカストが装置デザイン、ウィリアム・アイヴィ・ロングが衣装、ドナルド・ホルダーが照明、ピーター・ハイレンスキが音響、グレン・ケリーが音楽監督、ダグ・ベスターマンが編曲を担当した。
第二次世界大戦から1930年代のジャズやポピュラーのスタンダードの音楽を使用し、グレン・ケリーが歌詞を追加した。
2014年8月24日、33回プレビュー、156回本公演の後閉幕した。
2015年10月6日から18日のオハイオ州クリーブランドにあるプレイハウス・スクエアからツアー公演が開始した。このツアー公演の演出はジェフ・ホワイティングが担当した。

## 背景
1994年のウディ・アレンとダグラス・マクグラスの脚本による映画『ブロードウェイと銃弾』を基にしている。2000年からマーヴィン・ハムリッシュとクレイグ・カーネリアが作曲、アレンが脚本を担当して製作が始まった。2003年現在、ハムリッシュは製作進行中であった。
2014年4月の開幕日のインタビューによると、当初ミュージカル化に興味はなかったが、彼の姉妹のレティ・アロンソンがこの作品はミュージカルに最適だと助言し、以降数年間ずっとこの舞台化にたずさわった。当初ハムリッシュは新曲を数曲用意したが、アレンはこの作品に合わないと考えた。アロンソンは1920年代の曲を使用したらどうかと提案し、アレンは突然第二次世界大戦から1930年代の曲を使用することをひらめいた。2年間かけてストローマンは製作を行なった。

## 日本語版
東宝、ワタナベエンターテインメント製作の公演。福田雄一が演出を担当。
2018年2月7日から28日まで東京・日生劇場、3月5日から20日まで大阪・梅田芸術劇場メインホール、3月24日から4月1日まで福岡・博多座で初演。
2021年5月12日から30日まで東京・日生劇場、6月4日から6日まで西宮・兵庫県立芸術文化センターKOBELCO大ホール、6月12日から13日まで富山・オーバード・ホール、6月19日から20日まで高崎・高崎芸術劇場大劇場で再演。

### キャスト
デビッド：浦井健治(2018)、髙木雄也(2021)
チーチ：城田優
ヘレン：前田美波里(2018)、瀬奈じゅん(2021)
オリーヴ：平野綾
エレン：愛加あゆ
ニック：ブラザートム(2018)、橋本さとし(2021)
ワーナー：鈴木壮麻
イーデン：保坂知寿
ジュリアン：加治将樹

### スタッフ
- 演出：福田雄一
- 翻訳・訳詞：土器屋利行
- 振付補：ジェームス・グレイ
- 振付助手：青山航士、遠藤瑠美子、福田響志（2021年のみ）
- 音楽監督：八幡茂
- 音楽監督補・指揮：上垣聡
- 歌唱指導：山川高風、やまぐちあきこ
- 美術：松井るみ
- 照明：高見和義
- 音響：本間俊哉
- 衣裳：生澤美子
- ヘアメイク：富岡克之（スタジオAD）
- 舞台監督：廣田進
- 演出助手：上田一豪
- オーケストラ：東宝ミュージック、ダット・ミュージック
- 製作：東宝、ワタナベエンターテインメント

## あらすじ
1929年、脚本家のデイヴィッド・シェーンは『God of Our Fathers 』でようやくブロードウェイで自作が上演されることとなる。プロデューサーのジュリアン・マークスは裕福なギャングのニック・ヴァレンティに出資を求める。ヴァレンティは頭が弱く才能のない愛人オリーヴ・ニールを主演にすることを条件にする。ヴァレンティはギャングのチーチをオリーヴの監視役に任命する。驚くことにチーチに脚本を向上させるアイデアが浮かぶ。真の主演女優で年配のヘレン・シンクレアは年若のデイヴィッドに恋をするが、デイヴィッドには恋人エレンがいる。一方主演男優ワーナー・パーセルはオリーヴに目をつける。

## 使用楽曲
| 第1幕 - タイガー・ラグ Tiger Rag - アッタ・ガールズ、オリーヴ、ニック、チーチ、ギャングたち - Gee, Baby, Ain't I Good to You - ニック、オリーヴ - Blues My Naughty Sweetie Gives to Me - エレン、デイヴィッド - Tain't a Fit Night Out for Man or Beast - ヴァレンティ、カスタベック、フラッパーたち - The Hot Dog Song - オリーヴ - Gee Baby, Ain't I Good to You (リプライズ) - ニック - They Go Wild, Simply Wild, Over Me - ヘレン、ジュリアン - Up a Lazy River - チーチ - I'm Sitting on Top of the World - デイヴィッド - Let's Misbehave - ワーナー、オリーヴ - There's a Broken Heart for Every Light on Broadway - ヘレン、デイヴィッド - (I'll Be Glad When You're Dead) You Rascal You - アッタ・ガールズ - Tain't Nobody's Biz-ness If I Do - チーチ、ギャングたち - Runnin' Wild - 全員 | 第2幕 - There's a New Day Comin'! - イーデン、カンパニー - There'll Be Some Changes Made - チーチ、ワーナー、ギャングたち - I Ain't Gonna Play No Second Fiddle - ヘレン、デイヴィッド - Good Old New York - レッド・キャップス - Up a Lazy River (リプライズ) - チーチ - いい娘をみつけた I've Found a New Baby - エレン、デイヴィッド - The Panic Is On - デイヴィッド - Tain't Nobody's Biz-ness If I do (リプライズ) - チーチ - Runnin' Wild (リプライズ) - カンパニー - Up a Lazy River (リプライズ) - チーチ - She's Funny That Way - デイヴィッド、エレン - フィナーレ |

## 主な登場人物およびオリジナル・キャスト
| 役名                   | 映画                         | ブロードウェイ             | 全米ツアー                 | 日本初演     |
| ---------------------- | ---------------------------- | -------------------------- | -------------------------- | ------------ |
| デイヴィッド・シェーン | ジョン・キューザック         | ザック・ブラフ             | マイケル・ウイリアムズ     | 浦井健治     |
| ヘレン・シンクレア     | ダイアン・ウィースト         | マリン・メイジー           | エマ・ストラトン           | 前田美波里   |
| ワーナー・パース ll    | ジム・ブロードベント         | ブルックス・アシュマンスカ | ブランドリー・アラン・ザー | 鈴木壮麻     |
| ニック・ヴァレンティ   | ジョー・ヴィテレリ           | ヴィンセント・パストーレ   | マイケル・コヴィノ         | ブラザートム |
| ジュリアン・マークス   | ジャック・ウォーデン         | レニー・ウォルプ           | リック・グロスマン         | 加治将樹     |
| チーチ                 | チャズ・パルミンテリ         | ニック・コーデロ           | ジェフリー・ブルックス     | 城田優       |
| エレン                 | メアリー＝ルイーズ・パーカー | ベッツィ・ウォルフ         | ハンナ・ローズ・デフルメリ | 愛加あゆ     |
| オリーヴ・ニール       | ジェニファー・ティリー       | ヘレン・ヨーク             | ジェマ・ジェーン           | 平野綾       |
| イーデン・ブレント     | トレイシー・ウルマン         | カレン・ジンバ             | レイチェル・バーラー       | 保坂知寿     |

## 批評
『ステージグレード』によると、「楽しく美しいミュージカル」との称賛と「魅力がない」との批判の賛否両論であった。批判の大半はオリジナルの曲ではなく既存の曲を使用したことにあった。「今年最も評価の分かれた作品」とされた。
『ニューヨーク・タイムズ』紙のベン・ブラントリーは「時々面白いが大半はうるさいだけ」と記した。『USAトゥデイ』紙のエリザ・ガードナーは「ウィットに富んで活気がある」とし、「今年の舞台の中でも不謹慎な面白さ」と記した。
『ガーディアン』のアレクシス・スロスキは特に頭の鈍いワーナー役のアシュマンスカスと派手なオリーヴ役のヨーク、男性アンサンブルのタップダンスなど、ストロマンの振付を通して物語が語られる、と称賛した。

## 受賞歴
2014年のトニー賞において、アレンにミュージカル脚本賞、コーデロにミュージカル助演男優賞、ロカストにミュージカル装置デザイン賞、ロングにミュージカル衣装デザイン賞、ストロマンに振付賞、ベスターマンに編曲賞の6部門でノミネートされた。
2014年のドラマ・デスク・アワードでコーデロに助演男優賞、ストロマンに演出賞および振付賞、ロカストに装置デザイン賞、ロングに衣装デザイン賞、ヒランスキに音響デザイン賞の6部門でノミネートされた。ロングが衣装デザイン賞を受賞した。
外国批評家サークル賞で4部門にノミネートされ、ロングが衣装デザイン賞、コーデロがミュージカル助演男優賞、メイジーがミュージカル助演女優賞を受賞した。